# Popiełuszko. Wolność jest w nas
Popiełuszko. Wolność jest w nas – polski dramat biograficzny o ks. Jerzym Popiełuszce z 2009 roku w reżyserii Rafała Wieczyńskiego. Zdjęcia do filmu powstawały od sierpnia 2007 do kwietnia 2008 roku.

## Obsada
- Adam Woronowicz jako Jerzy Popiełuszko
- Marek Frąckowiak jako ksiądz Teofil Bogucki
- Zbigniew Zamachowski jako Ireneusz
- Radosław Pazura jako Piotr
- Joanna Szczepkowska jako Roma Parandowska-Szczepkowska
- Maja Komorowska jako Maja
- Marta Lipińska jako Janina
- Władysław Kowalski jako profesor fizyki
- Leon Łochowski jako Lucjan
- Jan Englert jako profesor
- Krzysztof Kolberger jako ksiądz kanclerz
- Kazimierz Kaczor jako Łaniecki
- Martyna Peszko jako Marysia
- Beata Fido jako siostra Krystyna
- Cezary Rybiński jako Mieczysław
- Wojciech Solarz jako Florian
- Piotr Ligienza jako Witek
- Marek Sawicki jako Zygmunt
- Klaudia Halejcio jako Kaśka
- Daniel Daszkiewicz jako Tomek
- Sławomir Zapała jako młody milicjant
- Robert Rogalski jako ksiądz Kazimierz Jancarz
- Jacek Rozenek jako Grzegorz Piotrowski
- Piotr Duda jako Waldemar Chmielewski
- Sebastian Domagała jako Leszek Pękala
- Marcin Klejno jako Jerzy Popiełuszko w dzieciństwie
- Joanna Jeżewska jako Barbara Sadowska, matka Grzegorza Przemyka
- Antoni Królikowski jako Grzegorz Przemyk
- Mateusz Grydlik jako Franek
- Jacek Pasternak jako kolega Grzegorza Przemyka
- Kazimierz Kiepke jako Lech Wałęsa
- Anna Gzyra jako (studentka medycyny) uczestniczka mszy św. odprawianej przez ks. Jerzego Popiełuszkę
- Jacek Mikołajczak jako ks. Jerzy Osiński
- Michał Rolnicki jako Hubert
- Tomasz Marzecki jako głos w Radiu Wolna Europa
- Jan Kozaczuk jako wikariusz
- Artur Balczyński jako Władysław Popiełuszko, ojciec Jerzego w młodości
- Magdalena Kacprzak jako malarka Dorota
- Michał Szewczyk jako Zbigniew Herbert
- Marek Richter jako Waldemar Chrostowski
- Adam Siemion jako więzień-włamywacz
- Robert Czebotar jako agent
- Aleksander Mikołajczak ksiądz Georg Hussler z niemieckiego Caritasu
- Arkadiusz Bazak jako arcybiskup Bronisław Dąbrowski
- Artur Janusiak jako agent
- Józef Glemp jako on sam, prymas Polski w latach 1981-2009
- Agata Piotrowska jako Pani Prokurator

## Plenery
- Suchowola, Bartoszyce, Warszawa (Kościół św. Stanisława Kostki, Kościół Niepokalanego Poczęcia Najświętszej Maryi Panny w Warszawie, ul. Krakowskie Przedmieście, Plac Bankowy, ul. Zelazna, Most Śląsko-Dąbrowski, Plac marsz. Józefa Piłsudskiego, Grób Nieznanego Żołnierza, Pałac Prymasowski, Stare Miasto, Wyższe Metropolitalne Seminarium Duchowne, Sąd Okręgowy, komisariat na ulicy Jezuickiej, Huta Warszawa, ul. Smocza), droga pod Radzyminem, Kraków (Kościół św. Maksymiliana Kolbego), Katowice (dworzec kolejowy), Bukowina Tatrzańska, Ośrodek „Głodówka”, Morskie Oko, Częstochowa (Jasna Góra), Bytom (Kościół Podwyższenia Świętego Krzyża), Gdańsk (Bazylika św. Brygidy), Bydgoszcz (Kościół Świętych Polskich Braci Męczenników, Most fordoński), zapora na Wiśle we Włocławku.